# Lira Musikmagasin
Lira Musikmagasin är en musiktidskrift grundad 1994 av personer engagerade i Falu folkmusikfestival. Tidningen bevakar musik i gränslanden mellan folkmusik, jazz, världsmusik, visa, americana med mera. 
År 2001 flyttade redaktionen från Falun till Göteborg där den har sitt nuvarande säte. Tidningen utkommer med fem nummer årligen, och med varje nummer följer ett samlingsalbum med redaktionens eget urval av ny musik. Tidningen framställer sedan 2003 även en årlig guidetidning till musikfestivaler, Lira festival , och har sedan 2007 en webbplats för liverecensioner, musiknyheter med mera.
Chefredaktör: Patrik Lindgren. Tidigare redaktörer: Jonas Bergroth, Christian Borg, Reidar Sjödén och Magnus Bäckström.

## Priser
- Årets kulturtidskrift 2001